# Prima battaglia di Dego
La prima battaglia di Dego fu una battaglia combattuta il 21 settembre 1794 tra l'esercito dell'Impero austriaco e l'Armata d'Italia, guidata dal generale Dumerbion; alla pianificazione ed all'esecuzione delle operazioni svolse un ruolo determinante il giovane generale Napoleone Bonaparte, comandante dell'artiglieria dell'armata francese. Il combattimento si concluse con la vittoria francese.